# Базиліка святої Цецилії в Трастевере

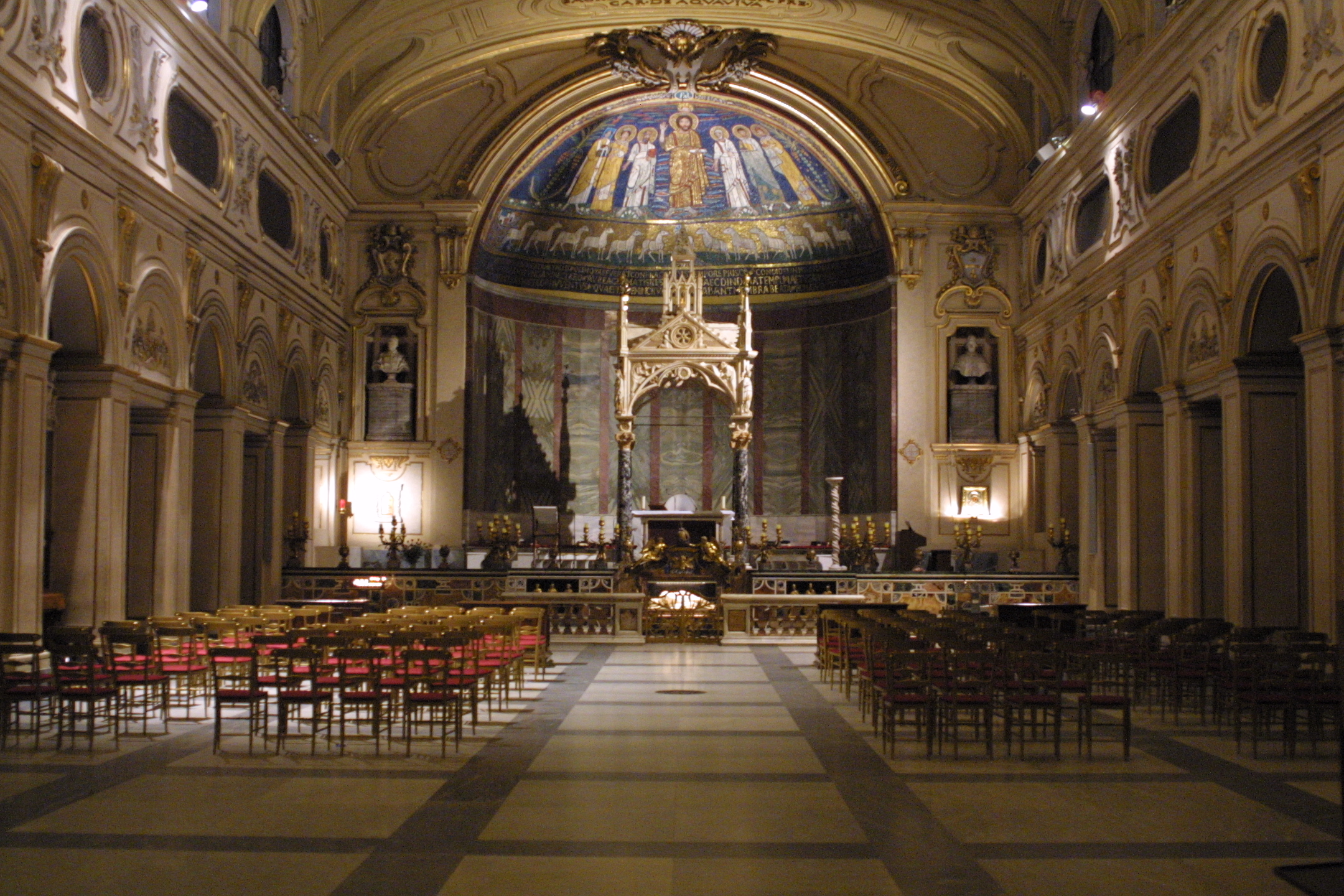
Інтер'єр церкви

Базиліка святої Цецилії в Трастевере (італ. Basilica di Santa Cecilia in Trastevere) — середньовічна титулярна церква в Римі на честь святої Цецилії — християнської мучениці і покровительки церковної музики. Церква розміщена в районі Трастевере.

## Історія
Перша церква на цьому місці виникла у V столітті, за легендою, на місці будинку дочки римського патриція — Цецилії та її чоловіка Валеріана, які при Маркові Аврелії Северусі (лат. Marcus Aurelius Severus Alexandrus) загинули мученицькою смертю. Новий будинок було споруджено в IX столітті за зразком вілл Санта Сабіна, Сан Лоренцо ін Лучина, а в XVI столітті перебудовано у стилі бароко. Наступні реставрації проходили в 1725, 1823, 1955 і 1980 роках.
Реліквії святої Цецилії віднайдено у 820 році в катакомбах св. Калліста на Аппієвій дорозі. Після цього за наказом папи Пасхалія I була збудована церква, в якій вони зберігаються дотепер.

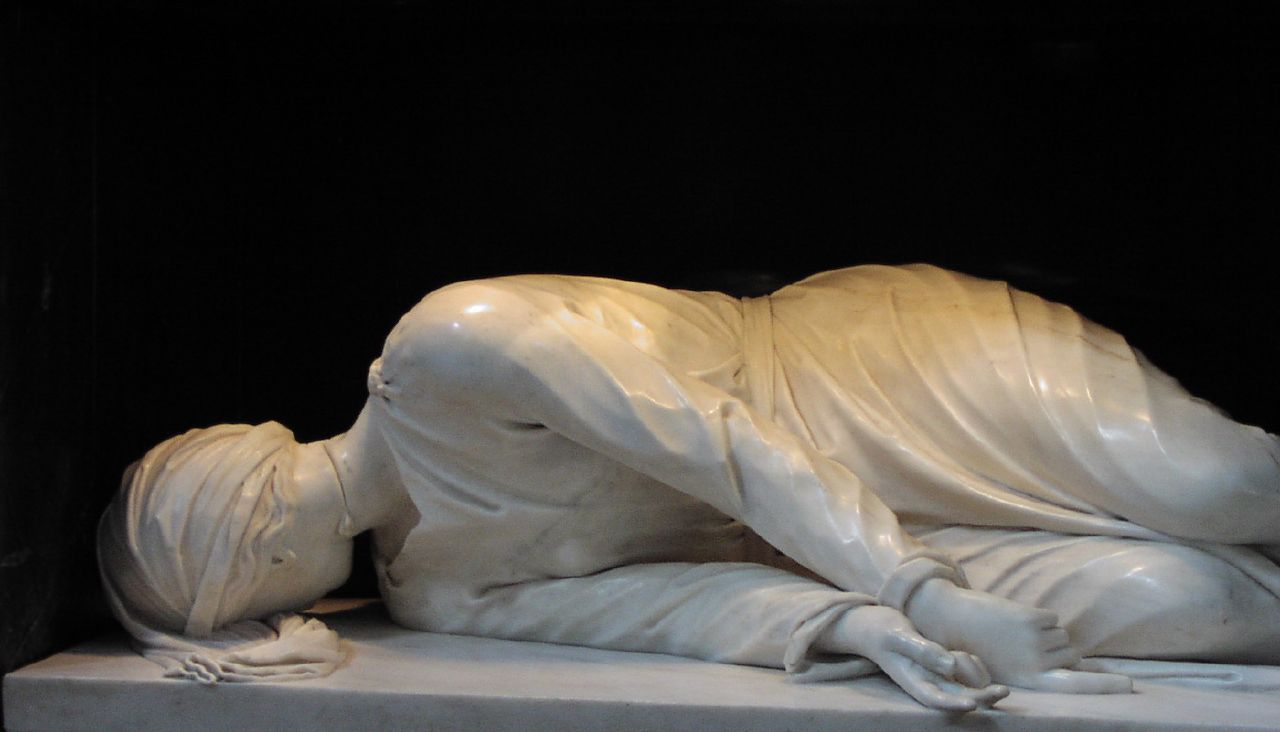
Свята Цецилія роботи Мадерно

Перед вівтарем у церкві знаходиться мармурова статуя «Мучеництво святої Цецилії» роботи Стефано Мадерно (1599—1600). Мощі святої були перенесені з катакомб святого Калліста до церкви. У церкві знаходиться фрагменти фрески «Страшний Суд» П'єтро Кавалліні (1293). Стелю прикрашає фреска «Коронування святої Цецилії» (1725).

## Титулярна церква
Базиліка святої Цецилії в Трастевере є титулярною церквою, кардиналом-священиком з титулом церкви з 2 лютого 1983 року є італійський кардинал Карло Марія Мартіні.